# 孝慎成皇后
孝慎成皇后（穆麟德轉寫：hiyoošungga olhoba šanggan hūwangheo；1792年5月7日—1833年6月16日），佟佳氏，满洲镶黄旗人。世袭三等承恩公、追封一等公舒明阿之女，康熙年间的一等公佟图赖之后代，道光帝的继室及首位在位皇后（原配孝穆成皇后去世于登基之前，為追封皇后）。

## 生平
乾隆五十七年（1792年）四月十七日出生。
嘉慶十三年（1808年）一月，二阿哥綿寧感情很深的原配妻子孝穆成皇后刚去世，头七刚过，嘉慶帝便下达上谕，要为皇二子选继福晋，选中時年十七歲的佟佳氏為二阿哥繼福晉，十一月十六日行初定禮，同年十二月十八日大婚禮。嘉慶十八年（1813年）七月初三日，佟佳氏生綿寧長女。同年九月，綿寧被封為智親王，佟佳氏則為智親王繼福晉。
嘉慶二十四年（1819年）十月二十日，佟佳氏所出之長女夭折，虛齡七歲。嘉慶帝下旨追封其為郡主。嘉慶二十五年（1820年）七月，嘉慶帝駕崩，綿寧繼位，改名旻寧，佟佳氏為皇后；同年九月，追封佟佳氏之女為“端憫固倫公主”。
道光元年（1821年）十月丁未，晋封其兄裕宽为一等承恩侯。道光二年（1822年）十一月十六日，行皇后冊立禮，居住儲秀宮。
道光三年四月初七日儲秀宮安掛彩子，初十日大阿哥娶福晉行成婚禮，是日祿喜帶領內學五十人在儲秀宮侍候戲，如喜和陸福壽則帶領外學四十四人在箭亭侍候戲，大阿哥賞外學銀五十兩。同月十三日撤出云云。储秀宫是孝慎皇后的寝宫，安挂彩子的原因是其養子大阿哥成婚時要在储秀宫內开戏。同年四月十七日，乃為皇后千秋。同乐园承应《莲池应瑞》、《宝鉴大光明》、《寿益千春》、《百福骈臻》等戲。
道光七年八月，皇后妃嬪等位會親，其中皇后親族人等出入走西南門。
道光十三年（1833年）四月患病，道光帝奉皇太后兩次親臨看視；同年四月二十九日，皇后佟佳氏逝世。从孝慎成皇后崩逝的当天开始，宣宗几乎每天都亲自到孝慎成皇后在澹怀堂的梓宫前奠酒。释服之后，启奠礼、大祭礼、满月、百日、奉移启奠等场合，宣宗也都亲自奠酒，大致亲奠有五六十次之多。此外，道光帝在佟佳氏死后传旨要求王以下有顶戴者，百日内均不得剃发，並且要停宴止乐一年。
《翁心存日記》記載，每逢元旦日，道光帝都會派恬嬪到孝慎皇后生前所居的儲秀宮後殿拈香。出身旗人世家的孝慎成皇后，本身作風也是比較正派，被形容為「柔嘉維則，孝敬無違。此宮中府中所共知者」，推測其生前與性情溫厚的富察氏關係較好。
道光十三年（1833年）七月二十四日，道光帝冊諡佟佳氏為孝慎皇后。道光十五年（1835年）十二月十一日，与孝穆皇后钮祜禄氏一起葬入慕陵龍泉峪地宮。
咸丰五年二月二十四日，总管内务府大臣恭送孝慎成皇后御容四轴、玻璃挂屏一件至景山寿皇殿尊藏。即為一轴御容半身像、三轴内容分别为观花、观莲、观竹的御容像，以及一件御容半身像挂屏。
經咸丰、同治、光绪三代加諡，孝慎皇后全謚為：孝慎敏肅哲順和懿誠惠敦恪熙天詒聖成皇后。

## 现存画像

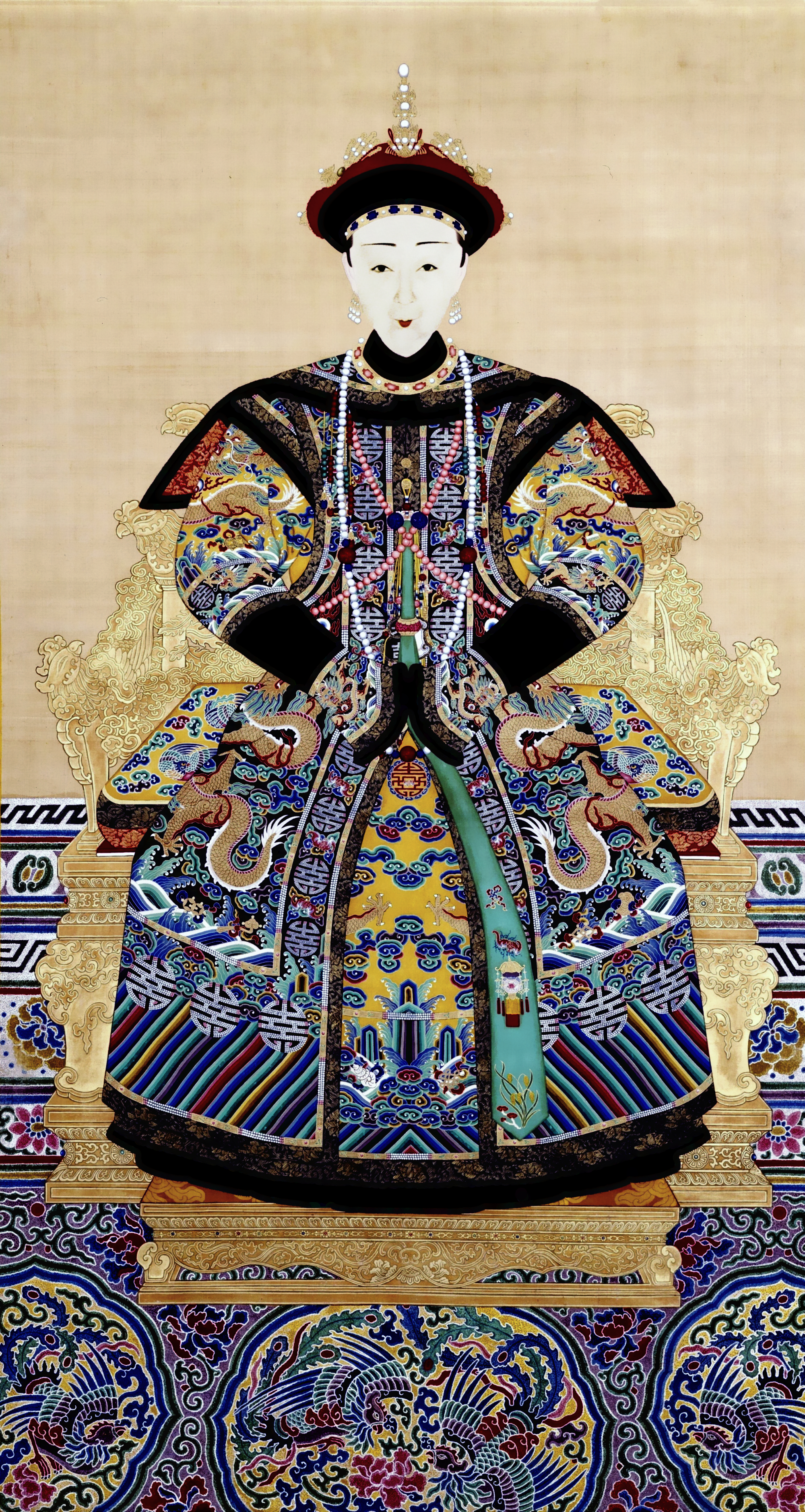
孝慎成皇后朝服像
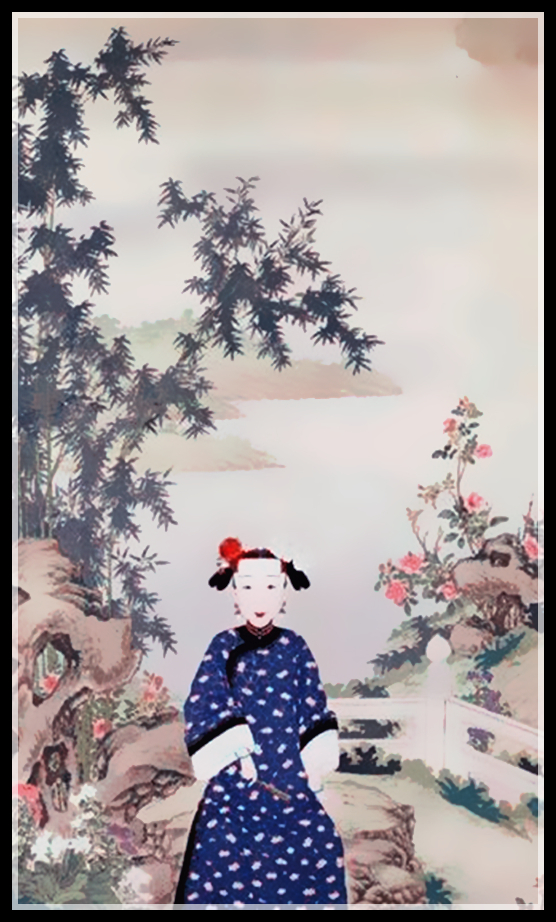
孝慎成皇后观竹图
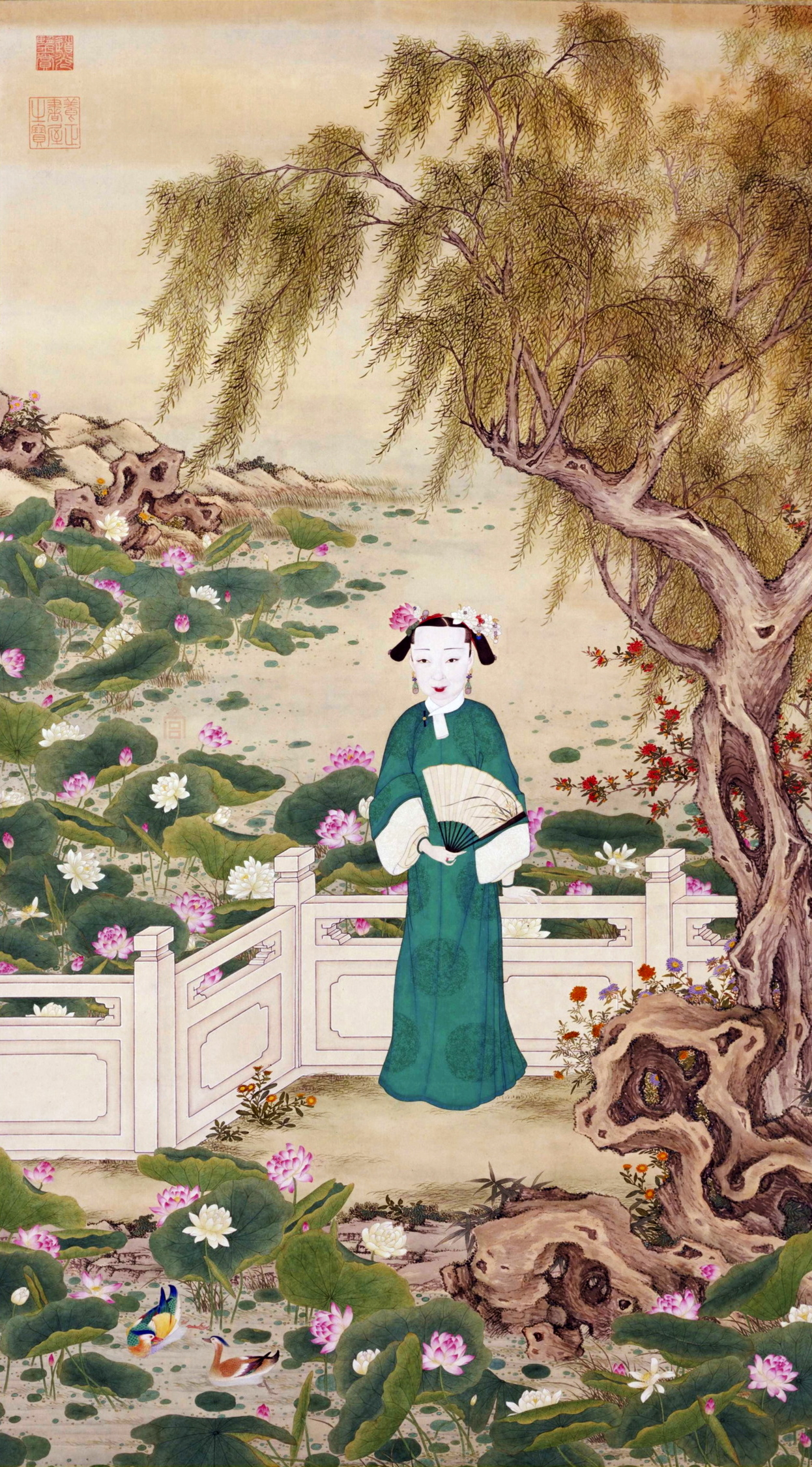
孝慎成皇后观莲图
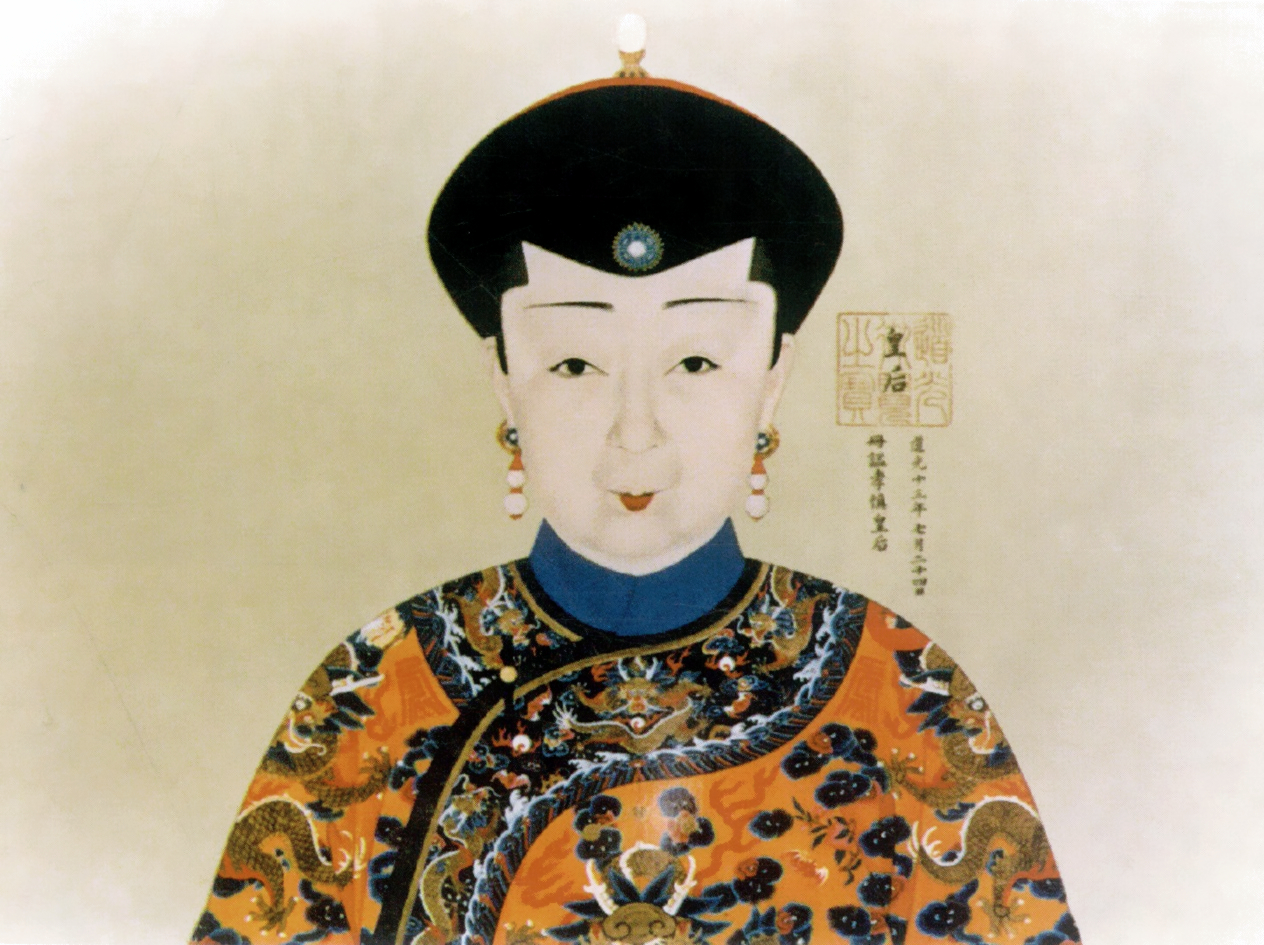
孝慎成皇后吉服像

## 影视作品
- 電視劇

| 年份 | 劇名               | 演員   | 剧中姓名  | 劇中稱謂               | 備註                             |
| 1987 | 滿清十三皇朝之嘉慶 | 黃曼凝 | 佟佳氏    |                        |                                  |
| 1987 | 滿清十三皇朝之道光 | 黃曼凝 | 佟佳氏    | 慎妃                   |                                  |
| 2011 | 萬凰之王           | 胡杏兒 | 佟佳·沅宛 | 慎贵妃→孝慎成皇后→慎妃 | 兼任劇集片尾曲《天造地設》主唱者 |